# Championnat de Macao de football 2005
Navigation
Saison 2001-2002 Saison suivante
La saison 2005 du Championnat de Macao de football est la cinquante-sixième édition du Campeonato da Primeira Divisão, le championnat de première division à Macao. Les huit meilleures équipes macanaises sont regroupées au sein d’une poule unique où elles s’affrontent deux fois au cours de la saison. En fin de saison, afin de permettre l'extension du championnat à dix équipes, seul le dernier du classement est relégué et remplacé par deux équipes de deuxième division et l'équipe de Macao des moins de 18 ans.
C'est le PSP Macao qui est sacré cette saison après avoir terminé en tête du classement, avec trois points d'avance sur Lam Pak et neuf sur le tenant du titre, le Clube Desportivo Monte Carlo. Il s’agit du quatrième titre de champion de Macao de l’histoire du club.

## Les clubs participants
- Grupo Desportivo de Lam Pak
- Clube Desportivo Monte Carlo
- PSP Macao
- CD dos Serviços de Alfândega
- Kei Lun - Promu de Segunda Divisão
- Heng Tai
- Kuan Tai - Promu de Segunda Divisão
- Va Luen

## Compétition
Le barème utilisé pour établir le classement est le suivant :
- Victoire : 3 points
- Match nul : 1 point
- Défaite : 0 point

### Classement
| Rang | Équipe                        | Pts | J  | G  | N | P  | Bp | Bc | Diff |
| ---- | ----------------------------- | --- | -- | -- | - | -- | -- | -- | ---- |
| 1    | PSP Macao                     | 32  | 14 | 10 | 2 | 2  | 41 | 12 | +29  |
| 2    | Grupo Desportivo de Lam Pak   | 29  | 14 | 9  | 2 | 3  | 37 | 13 | +24  |
| 3    | Clube Desportivo Monte CarloT | 23  | 14 | 6  | 5 | 3  | 32 | 24 | +8   |
| 4    | Va Luen                       | 22  | 14 | 6  | 4 | 4  | 23 | 21 | +2   |
| 5    | CD dos Serviços de Alfândega  | 21  | 14 | 6  | 3 | 5  | 24 | 23 | +1   |
| 6    | Heng Tai                      | 14  | 14 | 4  | 2 | 8  | 29 | 40 | -11  |
| 7    | Kuan TaiP                     | 8   | 14 | 1  | 5 | 8  | 17 | 43 | -26  |
| 8    | Kei LunP                      | 7   | 14 | 2  | 1 | 11 | 13 | 40 | -27  |

|  | Champion de Macao 2005                           |
|  | Relégation directe en Segunda Divisão            |
|  | T : Tenant du titre P : Promu de Segunda Divisão |

## Bilan de la saison
| Championnat de Macao de football 2005 |                      |
| Champion                              | PSP Macao (4e titre) |
| Qualifications continentales          |                      |
| Coupe du président de l'AFC 2006      | Aucun                |
| Promotions et relégations             |                      |
| Promus en Primeira Divisão            | Hoi Fan              |
| Promus en Primeira Divisão            | Kin Chong            |
| Promus en Primeira Divisão            | Macao U18            |
| Relégués en Segunda Divisão           | Kei Lun              |